# محمد عزيز
محمد عزيز (3 يناير 1985 بسيدي قاسم في المغرب - ) هو لاعب كرة قدم مغربي في مركز الدفاع. شارك مع منتخب المغرب لكرة القدم.

## وصلات خارجية
- محمد عزيز على موقع أرشيف الشارخ.
- محمد عزيز على موقع قاعدة بيانات كرة القدم.إي يو (الإنجليزية)
- محمد عزيز على موقع Soccerway.com (الإنجليزية)